# Alter Mann an der Brücke

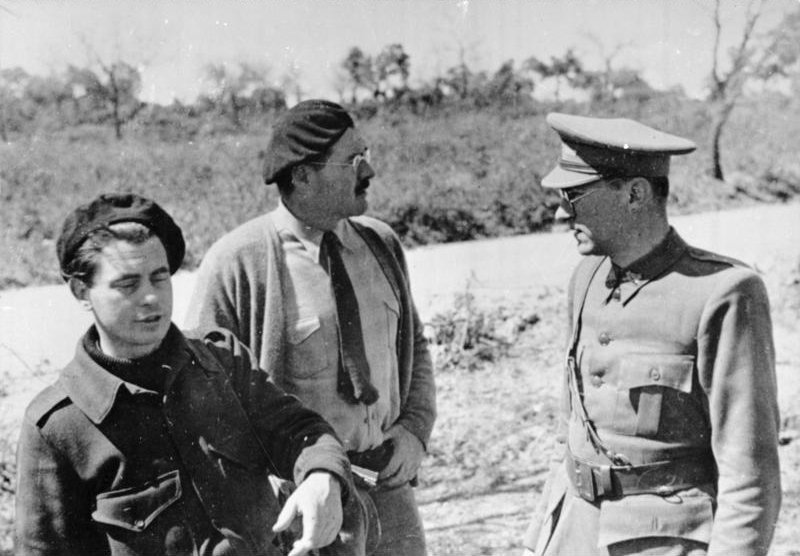
Ernest Hemingway mit dem Kommandanten der XI. Internationalen Brigade, Ludwig Renn, im Spanischen Bürgerkrieg 1936

Old Man at the Bridge (dt. Alter Mann an der Brücke in der Übersetzung von Annemarie Horschitz-Horst, 1950) ist eine Kurzgeschichte des amerikanischen Schriftstellers Ernest Hemingway, die erstmals im Mai 1938 in der Zeitschrift Ken veröffentlicht wurde und unter den Eindrücken des Spanischen Bürgerkriegs entstand.
Die im März und April 1938 verfasste Kurzgeschichte wurde in demselben Jahr auch in einen Sammelband mit weiteren kürzeren Erzählungen Hemingways aufgenommen, der u. a. Schnee auf dem Kilimandscharo enthält. Mit der Zeit avancierte sie zu einer der bekanntesten Kurzgeschichten Hemingways.

## Inhalt
Die äußerst kurze Handlung beschreibt, wie Zivilisten im Spanischen Bürgerkrieg vor der Artillerie der näher kommenden faschistischen Front flüchten. Der Ich-Erzähler ist offensichtlich ein Offizier, der laut eigenen Aussagen den Befehl hat, die für die Flüchtlinge behelfsmäßig eingerichtete Brücke zu überqueren, um den Brückenkopf zu erkunden und die Feindbewegung zu beobachten. Anscheinend soll er sich im Auftrag der republikanischen Regierung um die Evakuierung der Zivilisten kümmern. Der Erzähler gerät in ein Gespräch mit einem alten Mann aus San Carlos, der nach der Aufforderung, seine Heimatstadt zu verlassen, sich jedoch nach dem Überqueren der Pontonbrücke abseits vom Flüchtlingsstrom verstaubt am Straßenrand niedergelassen hat, statt seine Flucht fortzusetzen. Er sagt von sich selbst, dass er zu müde sei weiter zu gehen, und er macht sich Sorgen um seine Tiere, die er auf seiner kleinen Farm zurücklassen musste. Der Ich-Erzähler versucht vergeblich, den alten Mann dazu zu bewegen, die Brücke zu überqueren, um sich vor der heranrückenden Front in Sicherheit zu bringen. Nach einem kurzen Gespräch zieht der Erzähler weiter und lässt den alten Mann zurück. Dieser führt inzwischen ein Selbstgespräch, in dem er von sich sagt, dass er doch nicht mehr getan habe als Tiere zu hüten.

## Interpretationsansatz
Die Tatsache, dass der alte Mann seine Tiere hat verlassen müssen, macht für ihn den Versuch, die Flucht fortzusetzen, sinnlos. Die Kurzgeschichte thematisiert damit die Unsinnigkeit der Flucht und indirekt auch die Widersinnigkeit des Krieges überhaupt. Die Schlussbemerkungen des alten Mannes drücken, wie Paul Goetsch in seiner Interpretation der Kurzgeschichte ausführt, „lakonisch den Stoizismus des Hemingwayschen Helden aus, der sich stets in das Unabänderliche“ fügt. Erst als der alte Mann nicht mehr für den Ich-Erzähler, sondern für sich die Sinnlosigkeit seiner Situation zusammenfasst (im Original: „I was taking care of animals … I was only taking care of animals“), begreift der Erzähler, dass der alte Mann seine Zukunft mit der Heimat verloren hat. Obwohl die äußere Situation im Hinblick auf den Protagonisten in der gesamten Kurzgeschichte sich nicht ändert, wandelt sich das Verhältnis der beiden Hauptcharaktere zueinander als Prozess der Annäherung und Entfremdung zugleich. Jedes Mal, wenn der Erzähler den alten Mann zum Aufbruch drängt, bedankt sich der alte Mann für die Anteilnahme, distanziert sich aber gleichzeitig, da eine Fortsetzung der Flucht für ihn sinnlos ist. Die Handlung findet ironischerweise an einem Ostersonntag statt.
Old Man at the Bridge ist eine der kürzesten Short Stories, die Hemingway geschrieben hat. Trotz der realen historischen Einbettung wird jedoch nicht ausschließlich ein Geschehen im Spanischen Bürgerkrieg thematisiert. In dieser Kurzgeschichte gestaltet Hemingway in wenigen Sätzen ein nahezu „archetypisches menschliches Schicksal“, indem die ganze Sinnlosigkeit des Krieges überhaupt sowie die Hilflosigkeit der unschuldigen Opfer an dem Beispiel des harmlosen, friedlichen alten Mannes, dessen ganze Sorge nur seinen Tieren gegolten hat, beispielhaft beleuchtet wird. Die Aussage der Geschichte erhält derart eine zeitlose, universelle Gültigkeit jenseits der wenigen individuellen Züge, mit denen Hemingway den alten Mann und den Offizier in dieser Kurzgeschichte zeichnet.

## Erzähltechnische Gestaltung
Neben der Hilflosigkeit des alten Mannes und des Offiziers wird in Alter Mann an der Brücke erzähltechnisch auf engstem Raum eine Fluchtbewegung eingefangen, an der zahlreiche Soldaten und Zivilisten teilnehmen. Anfangs überqueren Flüchtlinge zu Fuß, in Karren und Lastwagen die Behelfsbrücke, erst allmählich lässt der Flüchtlingsstrom im Verlauf der Geschichte nach, um dann ganz zu versiegen. Gegen Ende der Erzählung sind die Lastwagen, die den alten Mann noch mitnehmen könnten, bereits weit entfernt auf der Straße nach Tortosa, die Feindberührung steht unmittelbar bevor.
Der Offizier ist von seinem Erkundungsgang zurückgekehrt, möglicherweise um die Sprengung der Brücke einzuleiten. Die Fülle der Ereignisse nimmt eine geraume Zeit des Ostersonntags ein; darüber hinaus greift Hemingways Erzählung stellenweise über die Gegenwartshandlung hinaus und verweist sowohl auf die Vergangenheit als auch die Zukunft; analog ist der Handlungsrahmen nicht nur auf den Nahraum begrenzt, sondern bezieht auch den zweifach geteilten Fernraum mit ein. Tortosa und Barcelona verweisen auf den Fluchtraum jenseits des Ebro, San Carlos konkretisiert dagegen die in die Hand der faschistischen Truppen gefallene Heimat des alten Mannes. Diese kontrastive Aufteilung des realen Raums in ein „Diesseits“ und ein „Jenseits“ des Ebro entspricht der dualistischen Gliederung der handlungsbestimmenden Motive und der Handlung selbst in eine „Vorwärts-“ und eine „Rückwärtsorientierung“ und spiegelt damit die Zerrissenheit der Kriegssituation.
Der thematische Stoff der Erzählung wird von Hemingway mit Hilfe verschiedener Darstellungsprinzipien und -techniken in extremer Form verdichtet. Die menschliche Tragik und die Implikationen der Flucht im Krieg werden beispielhaft dargeboten; die Gesamtsituation bleibt dabei umrisshaft und wird nur ansatzweise individualisiert, um die Darstellung in der Geschichte ganz auf typische Ereignisse während der Flucht zu konzentrieren: Hemingways Intention ist es dabei, „das Allgemeine am Einzelfall zu illustrieren“.
Der Wechsel der Erzählformen in der Geschichte zeigt die unterschiedliche Raffungsintensität in der Darstellung. Im Anfangsteil beginnt die Kurzgeschichte mit einer Zusammenfassung verschiedener Vorgänge, deren Dauer durch den wiederholten Hinweis auf den alten Mann, der die ganze Zeit lang regungslos dasitzt, näher bestimmt wird. Um den Kontrast zwischen der Bewegung des Flüchtlingsstroms und der Bewegungslosigkeit des alten Mannes weiter zu betonen, geht Hemingway im zweiten Absatz von der durativen Raffung zur Sprungraffung über. Der Ich-Erzähler beschreibt knapp seinen militärischen Auftrag und gibt einen Kurzbericht über seinen längere Zeit dauernden Erkundungsgang. Nach der erneuten Beobachtung der Flüchtlinge, während der alte Mann weiterhin am Straßenrand verharrt, greift Hemingway überwiegend auf das Mittel der szenischen Gestaltung zurück.
Der Dialog wird erstmals unterbrochen, als der Offizier seine Tätigkeit als Beobachter wieder aufnimmt und das Ergebnis wiederum in durativer Raffung zusammenfasst. In seinem Gespräch mit dem alten Mann ist sich der Ich-Erzähler der Gesamtsituation bewusst, erfragt nur das, was zur Klärung der besonderen Situation des alten Manners erforderlich ist. Der in den szenischen Partien angelegte Gegensatz von Aktivität und Passivität, von Bewegung und Starrheit trägt weiterhin zur thematischen Straffung bei; alle Ereignisse werden von Hemingway auf das Thema der Flucht hin gespiegelt oder moduliert. Zweimal drängt der Ich-Erzähler zum Aufbruch; der alte Mann ist jedoch nicht in der Lage, seine Flucht fortzusetzen, deshalb genügt ein kurzer Kommentar, um die Erzählung abzuschließen.
Neben der Typisierung der beiden Hauptfiguren ist Hemingways Handhabung des Erzählstandpunktes in dieser Kurzgeschichte auffällig. Das erzählende Ich wird nur eingesetzt, um Vorgänge oder Ereignisse summarisch darzulegen; der Hauptvorgang wird in der Sichtweise des Offiziers aus der Perspektive des erlebenden Ichs vermittelt. Dieser Wechsel der Erzählperspektive ermöglicht die Aussparung für die Aussage der Geschichte nebensächlicher Details wie beispielsweise die Vergangenheit oder das weitere Schicksal des Offiziers. Ebenso entfällt die Reflexion über das Erlebte im Moment des Erlebens; der Erzähler beschränkt sich auf die Wiedergabe seiner Wahrnehmungen und der dialogischen Äußerungen; die Betrachtungen des erlebenden Ichs werden, wie Goetsch in seiner Analyse der Erzählung ausführt, auf ein Minimum reduziert. So erfährt der Leser von dem Ich-Erzähler explizit nicht einmal ansatzweise, was das Schicksal des alten Mannes an der Brücke für ihn bedeutet; ein derartiger Kommentar des Erzählers ist jedoch auf Grund der gesamten Anlage dieser short story überflüssig; das Vermeiden einer Selbstreflexion oder einer Darstellung der Empfindungen oder Gefühle des Ich-Erzählers hebt hervor, wie sehr der Erzähler im Gegensatz zu dem alten Mann auf die gegenwärtige faktische Situation und seine Aufgabe der Beobachtung der Flüchtlinge und feindlichen Truppenbewegungen konzentriert ist.
Dieser Sachverhalt spiegelt sich auch in Hemingways Stil in dieser Kurzgeschichte, der die Realität auf das Minimal-Faktische reduziert und es dem Leser überlässt, die aneinandergereihten Informationen oder Wahrnehmungen zu ergänzen. Vor allem in den dialogischen Passagen wird die Sprache in einem nahezu lakonischen Maße drastisch vereinfacht. Die Anteilnahme des Ich-Erzählers verbirgt sich hinter seiner Frage nach der Art der Tiere, um die sich der alte Mann gekümmert hat. Ebenso zeigt sich die Betroffenheit des alten Mannes selbst nur kaschiert in seiner scheinbar auf faktische Informationen ausgerichteten Frage nach dem weiteren Schicksal seiner Tiere. Am Ende der Erzählung wird ebenso die Hilflosigkeit der beiden Protagonisten und das vermutliche Schicksal des alten Mannes erneut nur unter Rekurs auf einige Fakten eher in Form eines „understatements“ angedeutet.
In dieser Form erreicht Hemingway eine Verdichtung des Erzählstoffes, die nahezu ausschließlich auf die evozierende Kraft des Faktischen setzt und Gedankliches oder Emotionales weitgehend ausspart oder allenfalls andeutungsweise anspricht. Der Zeitpunkt der Handlung am Ostersonntag verweist darauf, dass „ironischerweise am Tag der Auferstehung des Herrn der alte Mann weder mit menschlicher noch mit göttlicher Hilfe (auf die er gar nicht rechnen darf) aufstehen kann, um seine Flucht fortzusetzen.“
Die Platzierung der Zeitangabe als fast beiläufig erwähnter sachlicher Information im Schlussteil der short story unterstreicht gleichfalls die Evokationskraft des Textes, dessen Bedeutung ohne Ausweitung der Erzählinhalte an Tiefe gewinnt. Der Erzähler erläutert ebenso wenig, was ihm das Schicksal des alten Mannes und seiner Tiere bedeutet. Dennoch suggeriert der Text ebendiese Bedeutung, indem Hemingway das Verlassen der Tiere seitens des alten Mannes mit dem Verlassen des alten Mannes durch den an sich hilfsbereiten Offizier parallelisiert. Durch die Auswahl und Anordnung der Fakten wird so in der äußerst komprimierten Darstellung der Erzählung ganz im Sinne von Hemingways Eisbergtheorie ein völlig anderer, weitreichender Bedeutungsumfang erzielt.

## Entstehungs- und Wirkungsgeschichte
Alter Mann an der Brücke war 1938 eines der ersten nicht-journalistischen Werke, in denen Hemingway den Spanischen Bürgerkrieg als Thema aufgreift. Noch im selben Jahr schrieb er die Kurzgeschichten Die Denunziation, Der Schmetterling und der Tank sowie Der Abend vor der Schlacht. In den nächsten Jahren folgte mit Hinter der Front eine weitere Kurzgeschichte sowie mit Die fünfte Kolonne ein Theaterstück. 1940 erschien mit dem Roman Wem die Stunde schlägt Hemingways Hauptwerk zu diesem Thema.
Old Man at the Bridge zählt zu den eindringlichsten Werken Hemingways aus der Zeit des Spanischen Bürgerkriegs. Der Kurzgeschichte liegt ein Vorentwurf Hemingways in einer Depesche vom 3. April 1938 aus Barcelona mit dem Titel The Flight of Refugees zugrunde, die wie zahlreiche andere Depeschen Hemingways aus dieser Zeit nicht nur durch ihre journalistische Qualität als Tatsachenbericht, sondern ebenso durch ihre literarischen Qualitäten überzeugt. In Hemingways Schaffen lässt sich kaum eine genaue Grenze zwischen ’Journalismus‘ und ’Literatur‘ ziehen; für den Schriftsteller selber gab es ohnehin keine deutliche Trennung. Alter Mann an der Brücke zählt mit 762 Wörtern im Originaltext gleichfalls zu den kürzesten Prosawerken Hemingways.
Die sprachliche Gestaltung dieser Kurzgeschichte ist charakteristisch für jenen Stil Hemingways, den der Schriftsteller und Essayist Dieter Wellershoff in seiner Studie als „Sprache des gebannten Schreckens“ bezeichnete.
In der Kurzgeschichte Schafsblut des deutschen Nachkriegsautors Hans Bender finden sich nicht nur verschiedene thematische, sondern ebenso strukturelle Parallelen bzw. Ähnlichkeiten zu Old Man at the Bridge. Bender nutzt Hemingways Kurzgeschichte als Vorlage, ohne diese jedoch unmittelbar zu adaptieren. Wie auch in Old Man at the Bridge geht es in Benders Erzählung um die Einsamkeit eines alten Mannes in einer Wirklichkeit, die vom Kriegsgeschehen und militärischen Regeln geprägt ist und die jene eigentliche Lebenswirklichkeit unterdrückt, die für die beiden alten Männer zählt, nämlich ihre Tiere, um die sie sich bislang gekümmert haben. So wie die Tiere zu Opfern der gedankenlosen Gewalt der im Krieg kämpfenden Soldaten werden, spiegelt deren Schutzlosigkeit zugleich die Aussichtslosigkeit der Situation der beiden Alten in den Geschichten. Sie sind, wie Manfred Durzak in seiner Analyse der Gemeinsamkeiten in den beiden Erzählungen schreibt, „ebenso hoffnungslos ins Getriebe einer vom Kriegsgeschehen bestimmten Wirklichkeit geraten wie die Tiere, um deren Los sie sich sorgen.“

## Zweisprachige Ausgabe
- Ernest Hemingway: Old Man at the Bridge · Alter Mann an der Brücke. Deutsche Übersetzung von Annemarie Horschitz-Horst. In: Theo Schumacher (Hrsg.): 22 Short Shorts - 22 kurze Kurzgeschichten. Deutscher Taschenbuch Verlag, 19. Auflage München 2013, ISBN 978-3-423-09208-1, S. 74–79.